# (4027) Mitton
Pour les articles homonymes, voir Mitton.
(4027) Mitton est un astéroïde de la ceinture principale.

## Description
(4027) Mitton est un astéroïde de la ceinture principale. Il fut découvert le 21 février 1982 à la station Anderson Mesa par Edward L. G. Bowell. Il présente une orbite caractérisée par un demi-grand axe de 2,36 UA, une excentricité de 0,17 et une inclinaison de 1,8° par rapport à l'écliptique.
Il est nommé d'après l'astronome britannique Simon Mitton et son épouse, Jacqueline Mitton.

## Compléments